# Rock n' Roll Madonna
«Rock and Roll Madonna» es un canción de rock de Elton John de 1969, escrita por Bernie Taupin. La canción fue lanzada como sencillo en el Reino Unido en 1970, donde nunca se trazó. Apareció en varios bootlegs y rarezas compilaciones antes de que apareciera en el 1995 remasterización de su álbum homónimo. La estructura de la canción es, como dice el título, una canción de rock and roll. Live-efectos se ha añadido, con un público que anima en la mayor parte de la canción, anticipando uso similar de Bennie and the Jets.

## Formato y lista de canciones
- Reino Unido en 1970 formato 7" canciones

1. . "Rock n' Roll Madonna" 04:17
2. . "Grey Seal (versión original)" 4:00

## Personal
- Elton John – voz principal y piano
- Caleb Quaye – guitarra
- Roger Pope – batería
- Dave Glover - bajo

## Rocketman (2019)
La película biográfica de 2019 Rocketman presentó 22 de las canciones de Elton John, incluidos éxitos como «Your Song», y canciones desconocidas, como «Rock and Roll Madonna» . En la película, se emplea «Rock and Roll Madonna»  como una versión de interludio con la voz del actor Taron Egerton.